# آلسیو دی ماسیمو
آلسیو دی ماسیمو (انگلیسی: Alessio Di Massimo؛ زادهٔ ۷ مهٔ ۱۹۹۶) بازیکن فوتبال اهل ایتالیا است.